# Euphausia fallax
Euphausia fallax är en kräftdjursart som beskrevs av Hansen 1916. Euphausia fallax ingår i släktet Euphausia och familjen lysräkor. Inga underarter finns listade i Catalogue of Life.